# Ludwig Heinrich Bojanus
Ludwig Heinrich Bojanus (16 de julio de 1776 – 2 de abril de 1827) fue un médico, y naturalista alemán.

## Biografía
Bojanus era aborigen de Bouxwiller, en Alsacia, y estudió en Darmstadt y luego en la Universidad de Jena.
En 1806, fue profesor de veterinaria en la Universidad de Vilnius, cambiando a anatomía comparada en 1816. Produjo una importante obra sobre la anatomía de las tortugas, Anatome Testudinis Europaeae. Fue autor de varios descubrimientos científicos, incluyendo el órgano glandular en moluscos bivalvos (órgano de Bojanus), y la especie Bos taurus primigenius.
En 1812, cuando Napoleón I llegó a Vilnius, Bojanus se fue por un tiempo a San Petersburgo. Falleció en Darmstadt.

## Algunas publicaciones

### Libros
- ludwig heinrich Bojanus. 1970. Anatome testudinis europaeae: An anatomy of the turtle. N.º 26 de Facsimile reprints in herpetology. Colaborador Alfred Sherwood Romer. Edición	reimpresa de Society for the Study of Amphibians and Reptiles, 178 pp.[1]

- ----------------------------------. 1965. De uro nostrate eiusque sceleto commentatio. Volumen 14 de Memorabilia zoologica. Editor Zakład Narodowy im. Ossolińskich, 184 pp.

- ----------------------------------. 1827. De Uro nostrate ejusque sceleto Commentatio: Scripsit et bovis primigenii sceleto auxit. Volúmenes 11-13 de Nova Acta Academiae Caesareae Leopoldino Carolinae Germanicae Naturae Curiosorum. Ed. Weber, 478 pp.

- ----------------------------------. 1824. Craniorum Argalidis, ovis et caprae domesticae comparatio. Volúmenes 10-12 de Nova Acta Academiae Caesareae Leopoldino Carolinae Germanicae Naturae Curiosorum. Ed. Weber, 8 pp.

- ----------------------------------. 1820. Anleitung zur Kenntnis und Behandlung der wichtigsten Seuchen unter den Hausthiere (Instrucciones para el conocimiento y manejo de grandes epidemias entre los animales domésticos). 2.ª ed. de Moritz, 250 pp.

- ----------------------------------. 1818. Sendschreiben an Mr Le Chevalier George de Cuvier: über die Athem- und Kreislaufwerkzeuge der zweischaaligen Muscheln insbesondere des Anodon cygneum. Con Georges Cuvier. 35 pp.

- ----------------------------------. 1815. Des principales causes de la dégéneration des races des chevaux et des regles à suivre pour les rélever: discours prononcé ... de Vilna le 13 Oct. 1815. Ed. Zawadzki, 51 pp.

- ----------------------------------. 1805. Über den Zweck und die Organisation der Thierarzneischulen (Sobre el propósito y la organización de las Escuelas de veterinaria). Ed. Andreä, 206 pp.

## Honores
Miembro
- 1821: electo en la Real Academia de las Ciencias de Suecia

## Abreviatura (zoología)
La abreviatura Bojanus  se emplea para indicar a Ludwig Heinrich Bojanus como autoridad en la descripción y taxonomía en zoología.